# Сільський округ Олжабай-батира
Сільський округ Олжабай-батира (каз. Олжабай батыр ауылдық округі, рос. Сельский округ Олжабай батыра) — адміністративна одиниця у складі Єрейментауського району Акмолинської області Казахстану. Адміністративний центр — село Олжабай-батира.
Населення — 1234 особи (2021; 1600 у 2009, 2141 у 1999, 2827 у 1989).
Станом на 1989 рік існувала Благодатненська сільська рада (села Алгабас, Баймен, Благодатне, Новокаменка), з 1993 року — Благодатненський сільський округ, з 2005 року — сучасна назва. Село Баймен ліквідовано 2003 року.

## Склад
До складу округу входять такі населені пункти:
| Населений пункт      | Колишні назви | Населення, осіб (1989) | Населення, осіб (1999) | Населення, осіб (2009) | Населення, осіб (2021) |
| -------------------- | ------------- | ---------------------- | ---------------------- | ---------------------- | ---------------------- |
| Алгабас, село        | -             | 349                    | 241                    | 98                     | 42                     |
| Баймен, село         | -             | 216                    | 92                     | -                      | -                      |
| Интимак, село        | Новокаменка   | 279                    | 166                    | 180                    | 107                    |
| Олжабай-батира, село | Благодатне    | 1983                   | 1642                   | 1322                   | 1084                   |
| --Новображенка       | -             | -                      | -                      | -                      | 1                      |